# Oyé
Oyé és un municipi francès, situat al departament de Saona i Loira i a la regió de Borgonya - Franc Comtat. L'any 2007 tenia 293 habitants.

## Demografia

### Població
El 2007 la població de fet d'Oyé era de 293 persones. Hi havia 128 famílies, de les quals 40 eren unipersonals (12 homes vivint sols i 28 dones vivint soles), 52 parelles sense fills i 36 parelles amb fills.
La població ha evolucionat segons el següent gràfic:
Habitants censats

### Habitatges
El 2007 hi havia 200 habitatges, 129 eren l'habitatge principal de la família, 62 eren segones residències i 9 estaven desocupats. 195 eren cases i 4 eren apartaments. Dels 129 habitatges principals, 111 estaven ocupats pels seus propietaris, 16 estaven llogats i ocupats pels llogaters i 2 estaven cedits a títol gratuït; 1 tenia una cambra, 7 en tenien dues, 11 en tenien tres, 39 en tenien quatre i 71 en tenien cinc o més. 103 habitatges disposaven pel capbaix d'una plaça de pàrquing. A 65 habitatges hi havia un automòbil i a 56 n'hi havia dos o més.

### Piràmide de població
La piràmide de població per edats i sexe el 2009 era:
| Homes | Edats   | Dones |
| ----- | ------- | ----- |
| 0     | 95 o +  | 0     |
| 0     | 90 a 94 | 4     |
| 4     | 85 a 89 | 4     |
| 0     | 80 a 84 | 4     |
| 12    | 75 a 79 | 4     |
| 4     | 70 a 74 | 12    |
| 4     | 65 a 69 | 12    |
| 16    | 60 a 64 | 8     |
| 8     | 55 a 59 | 8     |
| 20    | 50 a 54 | 12    |
| 4     | 45 a 49 | 20    |
| 12    | 40 a 44 | 4     |
| 12    | 35 a 39 | 8     |
| 16    | 30 a 34 | 4     |
| 4     | 25 a 29 | 8     |
| 12    | 20 a 24 | 4     |
| 8     | 15 a 19 | 4     |
| 12    | 10 a 14 | 12    |
| 8     | 5 a 9   | 12    |
| 12    | 0 a 4   | 8     |

## Economia
El 2007 la població en edat de treballar era de 171 persones, 137 eren actives i 34 eren inactives. De les 137 persones actives 126 estaven ocupades (65 homes i 61 dones) i 11 estaven aturades (5 homes i 6 dones). De les 34 persones inactives 19 estaven jubilades, 10 estaven estudiant i 5 estaven classificades com a «altres inactius».

### Ingressos
El 2009 a Oyé hi havia 132 unitats fiscals que integraven 310 persones, la mediana anual d'ingressos fiscals per persona era de 15.699 €.

### Activitats econòmiques
Dels 10 establiments que hi havia el 2007, 1 era d'una empresa de fabricació d'altres productes industrials, 2 d'empreses de construcció, 1 d'una empresa de comerç i reparació d'automòbils, 1 d'una empresa de transport, 2 d'empreses d'hostatgeria i restauració i 3 d'empreses classificades com a «altres activitats de serveis».
Dels 2 establiments de servei als particulars que hi havia el 2009, 1 era una fusteria i 1 restaurant.
L'any 2000 a Oyé hi havia 21 explotacions agrícoles que ocupaven un total de 1.005 hectàrees.

## Equipaments sanitaris i escolars
El 2009 hi havia una escola elemental integrada dins d'un grup escolar amb les comunes properes formant una escola dispersa.

## Poblacions més properes
El següent diagrama mostra les poblacions més properes.